# Shunji Takemura
Shunji Takemura (japanisch 竹村 俊二 Takemura Shunji; * 11. August 2000 in der Präfektur Hyōgo) ist ein japanischer Fußballspieler.

## Karriere
Shunji Takemura erlernte das Fußballspielen in der Universitätsmannschaft der Risshō-Universität. Seinen ersten Vertrag unterschrieb er am 1. Februar 2023 bei Kamatamare Sanuki. Der Verein aus Takamatsu, einer Stadt in der Präfektur Kagawa, spielt in der dritten japanischen Liga. Sein Drittligadebüt gab er am 12. März 2023 (2. Spieltag) im Auswärtsspiel gegen Giravanz Kitakyūshū. Bei der 3:0-Niederlage wurde er in der 86. Minute für Hayato Hasegawa eingewechselt.